# الزردخان
يعتبر “البروكار” أو “الزردخان” من الصنائع التقليدية المغربية الثرية والنادرة، ويسمى ممارسها “زردخاني” وهي كلمة أعجمية فارسية وتركية مركبة، فــ “الزرد” هو الثوب، والخان” هو الملكـ ، حيث ظلت هذه الحرفة المتعلقة بأحد أنواع الحياكة التي تختص بالملوكـ , وتتمحور صناعة “البروكار” أو “الزردخان” على تقاطع عدة خيوط حريرية ومعدنية من فضة وأحيانا من ذهب على شكل خصلات دقيقة ومحسوبة التشابكـ تتجه اتجاهاً واحداً، وعلى ترتيب محكم لأنواع الأنوال والمساطر المركبة ، حيث يلتف بعضها حول بعض التفافاً بشكل تراتبي يتقاطع تقاطعاً منتظماً من دون الحاجة إلى استعداد خاص لإجراء هذه العملية حيث تكوّن أسدية المنسوج ولحماته متباينة معاً، بخلاف الحال في الحياكة أو “النسيج” الذي يلجأ كثيرا إلى المكنة، وإلى تقاطع خيوط السدى مع خيوط اللحمة تقاطعاً منتظماً.
مدينة فاس تعتبر منبع و أصل هذه الصناعة